# Existència de Déu

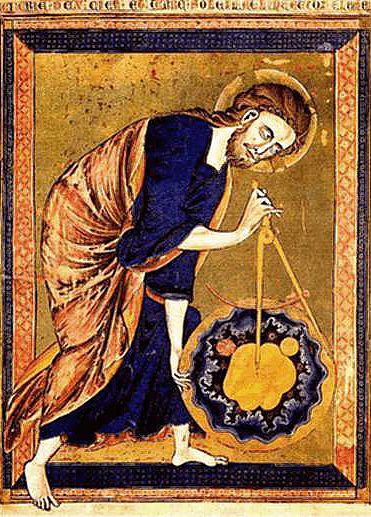
Déu arquitecte, segle XIII

L'existència de Déu ha estat objecte d'arguments a favor i en contra per part de científics, filòsofs, teòlegs, entre d'altres. En la terminologia filosòfica, els arguments sobre l'existència de Déu concerneixen les escoles de pensament d'epistemologia de l'ontologia de Déu.
El debat que es desenvolupa entorn de l'existència de Déu fa sorgir moltes qüestions filosòfiques. Un problema bàsic és que no hi ha una definició universalment acceptada de Déu. Algunes definicions de la seva existència no són tan específiques com per a permetre dir que sigui cert que "alguna cosa" que existeix s'ajusta a la definició; en fort contrast, hi ha altres suggeriments que les definicions són en si mateixes contradictòries.
Els arguments a favor de l'existència de Déu acostumen a incloure qüestions metafísiques, lògiques, empíriques i subjectives. Les al·legacions en contra acostumen a incloure qüestions empíriques i raonaments deductius o inductius.

## Aspectes filosòfics i religiosos

### Creença en Déu
Bàsicament, l'origen de la creença en Déu rau en l'experiència religiosa, és a dir, o bé en el sentiment profund que hi hauria una entitat que és la causa suprema de l'ésser i que ordena el món, o bé en el fet de viure una experiència mística (experiència viscuda) que revelaria la presència d'aquesta entitat. La creença també té les seves arrels en les experiències morals on es té una sensació de profunditat o d'absolut que hom anomena 'Déu': relacions amb els altres, el sentit de la bellesa, la recerca de la veritat, la consciència de la finitud o confrontació amb el sofriment i la mort.
Creure en Déu és doncs bàsicament una qüestió de fe, el que crea una certa tensió, probablement irreductible, entre la percepció teòrica de Déu per part dels diversos pensadors i la de la majoria de creients.

### Definicions de Déu

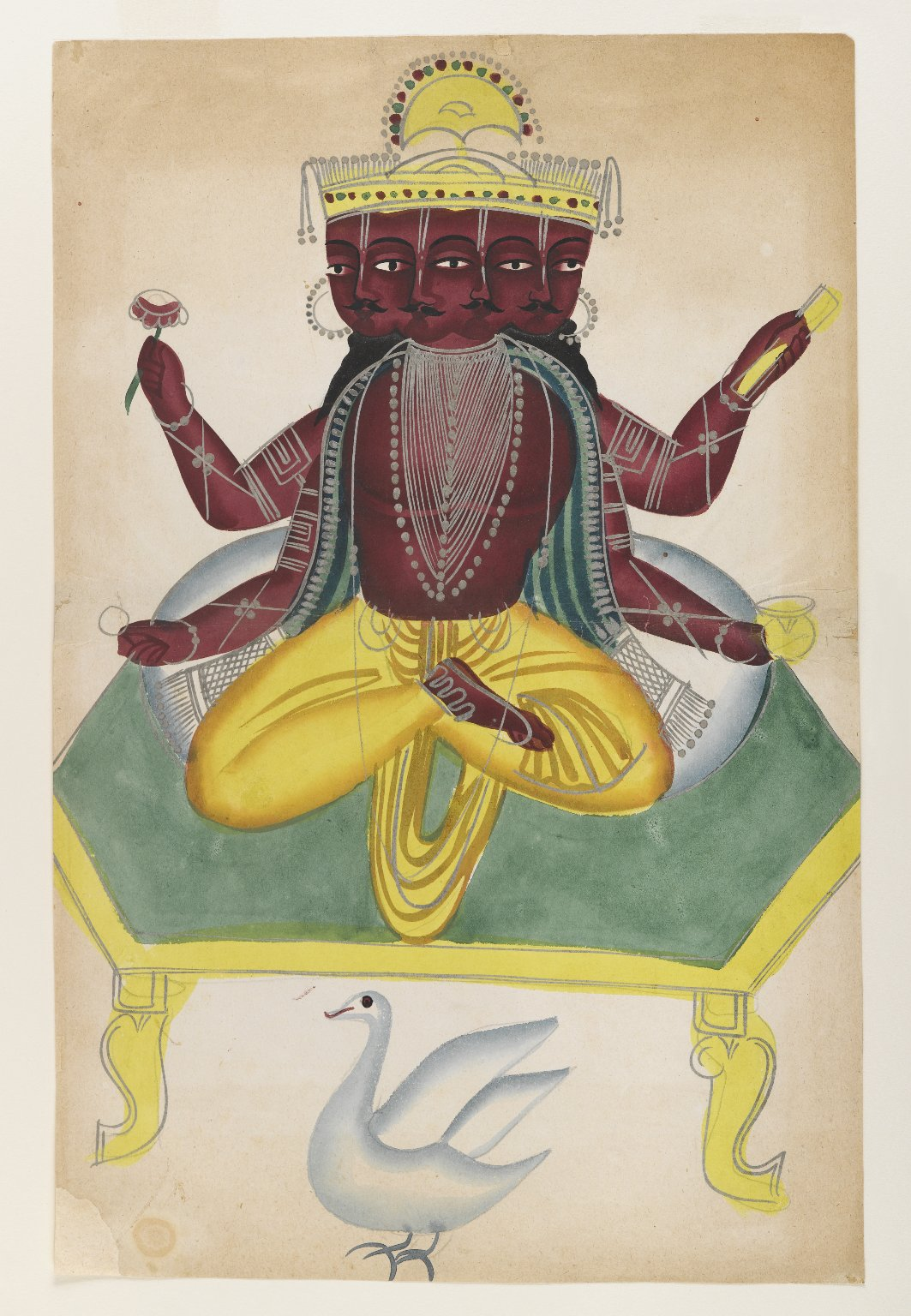
Una representació del Brama hindú

Les concepcions de Déu varien força d'una època i d'una civilització a l'altra. Considerat com a l'ésser suprem, creador i la font de tot allò que existeix, se'l pot concebre com més aviat transcendent ("més enllà" del món) o immanent ("habitant" el món); per analogia amb l'home, se l'ha imaginat com una persona o, inversament, moltes religions l'han considerat com a impersonal o suprapersonal. En els grans monoteismes, Déu és venerat com l'U, la unitat suprema que ho abasta o ho ha creat tot; se li atribueixen la perfecció, la infinitud, la immutabilitat, l'eternitat, la bondat, l'omnipotència i l'omnisciència. L'hinduisme antic o l'advaita vedanta més recent, consideren el Braman com un principi abstracte (principi d'expansió) i de realitat que conté el món "fictici" en el qual vivim. Al llarg de la història també ha existit la creença en diversos déus o politeisme; en la mitologia grecoromana, els déus són éssers amb diversos graus de poder i habilitats que apareixen antropomorfitzats, amb vicis i virtuts humanes.
Si el teisme clàssic occidental afirma que Déu posseeix tota la perfecció possible, altres enfocaments filosòfics el defineixen simplement com el "motor immòbil", la "causa incausada", el "creador definitiu" o "un ésser superior al qual res pot ser concebut" a partir de qui es poden deduir les seves propietats clàssiques. Pel seu cantó, el panteisme no creu en un Déu personal. Per exemple, Spinoza i els seus seguidors filosòfics (com Albert Einstein) utilitzen el terme 'Déu' en un sentit filosòfic particular, per a voler dir, aproximadament, 'la substància o començament essencials de la naturalesa'.

### Es pot demostrar l'existència de Déu?
Diversos pensadors religiosos han sostingut que Déu és tan diferent dels éssers finits que constitueix un misteri que va més enllà de l'enteniment humà. Nogensmenys, la majoria han considerat que hom pot atènyer un coneixement limitat de Déu i han formulat diverses concepcions. Així, al llarg de la història s'ha intentat demostrar l'existència de Déu des de la filosofia i les diferents religions per part de professionals d'aquestes disciplines o de creients amb altres especialitzacions.
Les concepcions de Déu des del punt de vista filosòfic i religiós s'han afrontat sovint. Al segle xvii, el matemàtic i filòsof cristià Blaise Pascal va oposar el "Déu de la fe", en tant que realitat viscuda, al "Déu dels filòsofs", idea abstracta. Pel seu cantó, els místics, que pretenen tenir una experiència directa del diví, consideren en general que el seu coneixement de Déu és superior a les demostracions formulades pels filòsofs i els teòlegs. Per això, pensadors com Nicolau de Cusa (segle xv), Søren Kierkegaard (segle xix) o Paul Tillich (segle xx), han intentat de diverses maneres combinar la percepció filosòfica de Déu amb la seva experiència directa.
Les postures teistes de l'església catòlica, tot seguint la tradició tomista i la definició dogmàtica del Primer Concili Vaticà, postulen que l'existència de Déu ja ha estat racionalment demostrada, indicant que les proves estarien presents en les cinc vies de Sant Tomàs d'Aquino. Ja Sant Pau va insistir que els pagans no tenien excusa, perquè "des de la creació del món, la invisible naturalesa de Déu -és a dir, el seu poder etern i divinitat- s'ha percebut clarament en les coses que han estat fetes".
L'islam va desenvolupar el kalam, és a dir l'especulació filosòfica per tal de defensar la religió, demostrar l'existència de Déu i fer constar la superioritat de l'ensenyament de Mahoma. Aquesta metodologia va influir igualment el judaisme a través de l'anomenat kalam jueu, sent utilitzada sobretot pels caraïtes.
Pel seu cantó, el budisme preconitza que no cal especular sobre la divinitat, considerant que no és necessària per a acomplir el treball de millora humana que cal realitzar a la Terra.
Enfront d'aquestes visions, la creença en un ésser suprem ja va ser discutida des de l'edat antiga pels partidaris de l'escepticisme, el materialisme i l'ateisme, i va intensificar-se amb l'adveniment del pensament científic, a partir dels vols del segle xv.

## Posicions sobre l'existència de Déu
Segons s'afirmi l'existència de Déu, es negui o s'adopti una postura intermèdia, hom s'enquadra en una de les posicions sobre la creença en déus de les que segueixen:
- Teisme o fe: afirmació de l'existència de Déu. Pot ser considerat monoteisme, si es considera que només hi ha una divinitat; henoteisme (si es segueix a una divinitat superior sense negar la possibilitat que n'hi hagi d'altres) o politeisme, si es creu en diverses deïtats a les quals es ret culte.
- Agnosticisme: creença que sosté que és impossible racionalment afirmar o negar l'existència de Déu. Es subdivideix en agnosticisme fort (molt lligat a l'escepticisme), agnosticisme feble (afirmació que actualment no es pot demostrar l'existència o inexistència d'una divinitat però que és possible fer-ho en un futur), apateisme (donat que no es pot demostrar o falsar la seva existència, la divinitat apareix com quelcom teòric o filosòfic sense rellevància per a la vida quotidiana[7]), agnosticisme teista (no es pot demostrar l'existència de Déu ni el contrari però es creu per fe en la seva presència) o agnosticisme ateu (com que no es pot demostrar que hi hagi déus, hom s'inclina per no creure-hi)
- Ateisme: negació de l'existència de Déu. Es classifica en ateisme positiu o fort (negació absoluta de la possibilitat d'acceptar racionalment un déu) i feble (constatació que no hi ha déus però que en pot haver-hi en altres circumstàncies)
- Ignosticisme: constatació que amb la disparitat de concepcions religioses i filosòfiques sobre la metafísica no es pot afirmar ni negar l'existència de déu amb consistència. Es diferencia de l'agnosticisme en la negació no solament d'una deïtat sinó del problema en els termes actuals per confusió conceptual.

## Arguments a favor de l'existència de Déu
Els arguments a favor de l'existència de Déu es poden agrupar en tres grans blocs: aquells que deriven l'existència de Déu del món, creació de la divinitat; els que parteixen de la mateixa definició o concepte de Déu per afirmar-ne l'existència necessària i els arguments específics de determinades professions de fe o casos particulars.

### Arguments a partir del món terrenal

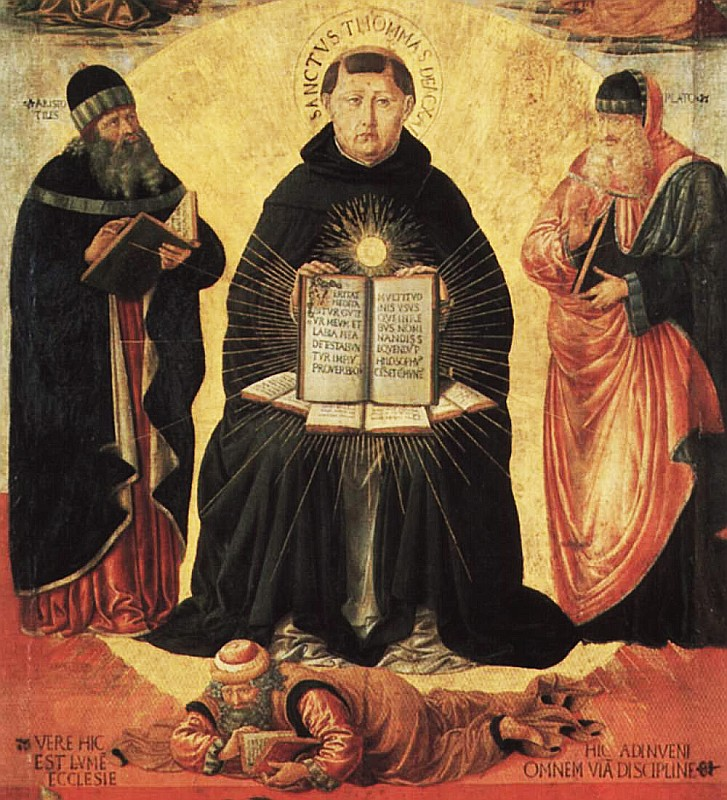
Triomf de Tomàs d'Aquino (amb Plató i Aristòtil) sobre Averrois, oli sobre plafó

Si el món físic és obra d'un déu, aquest és la causa de l'existència del món. Tot fenomen té una causa, que al seu torn pot remetre's a una causa anterior. Però la relació de causes no pot ser infinita, ja que seria absurd explicar un fenomen per un altre que al seu torn depèn d'un anterior sense cap punt inicial, perquè deixaria de ser una explicació. Ha d'haver-hi, doncs, una primera causa de tot, o causa incausada, quelcom que origini els efectes posteriors i que pugui usar-se racionalment com a justificació. Aquesta entitat s'anomena Déu, que en ser etern no ha estat originat per res anterior (no existia el temps abans que ell, sinó que és també una creació seva). Aquest argument es troba formulat en les cinc vies de Tomàs d'Aquino i constitueix una variant del motor immòbil d'Aristòtil, el qual considerava que tot el que es mou o canvia al món ho fa per un motor, que al seu torn depèn d'un moviment precedent fins a arribar al motor immòbil o primer motor, posteriorment identificat amb Déu. Les variants d'aquests arguments es coneixen sovint amb el nom d'argument cosmològic.
Un altre punt de vista es fixa no en l'origen del món i el que conté sinó en com està fet. L'ordre que el regeix és massa complex per ser fruit només de l'atzar, ha d'explicar-se amb un disseny intel·ligent o una entitat divina. Segons Voltaire: "Hi ha Déu, perquè no hi ha rellotge sense rellotger", al·ludint a la metàfora mecanicista del cosmos com a màquina perfecta. Aquest argument ha rebut el nom d'argument teleològic. Si es basa en la complexitat i caràcter únic de l'ésser humà, es denomina argument antròpic.
Els defensors del dualisme afirmen que existeixen dues classes de realitat, una material i una no material. La segona no pot explicar-se amb la ciència convencional i ha de dependre d'entitats abstractes com ara Déu. Així s'explicaria l'existència de l'ànima o la consciència, resolent parcialment el problema ment-cos. Igualment, prendrien tot el seu sentit conceptes com la lògica o l'ètica, justificada per una realitat transcendent.
L'altruisme, l'amor o la moral sovint no poden comprendre's només amb la selecció natural, que porta a la destrucció dels altres per salvar-se un mateix o a satisfer els instints. L'home és capaç d'estimar i actuar contra els seus propis interessos segons normes morals que no poden provenir d'ell mateix, sinó de quelcom superior que l'ajudi a anar més enllà de les inclinacions genètiques. És més senzill suposar l'existència d'aquesta realitat superior que buscar una justificació en el mateix món terrenal i per tant, seguint el principi KISS, és millor suposar que efectivament existeix Déu.
Un altre corrent busca la legitimació en la majoria, afirmant que l'existència de Déu és altament probable: el fet religiós apareix en totes les cultures de diferents èpoques, fins i tot en comunitats sense contacte amb altres pobles, i totes elles reverencien una realitat transcendent, que rep diversos noms segons les pràctiques històriques però que comparteix uns trets suficients com per assimilar-la al concepte de Déu. És poc probable que tots els pobles hagin estat equivocats i que hagin creat un mateix ésser superior si no existís una tendència natural, suggerida pel mateix Déu creador, en la humanitat. La quantitat de creients és clarament més gran que la d'ateus i aquests no poden demostrar que no hi hagi una divinitat i per això resulta més racional creure-hi.
La doctrina de la voluntat de creure del filòsof pragmàtic William James és un altre intent de demostrar Déu, mostrant que l'aprovació del teisme com una hipòtesi "funciona" en la vida d'un creient. Aquesta doctrina depèn en gran manera de la teoria pragmàtica de la veritat de James, on les creences són provades per la forma en que funcionen després que són adoptades, en comptes de per proves anteriors a la conversió (una forma del mètode hipotètic deductiu). En una línia similar es manifesta Pascal Wager: és més raonable creure i actuar en conseqüència que el contrari. Si existeix Déu i hom el segueix, guanyarà la salvació eterna i si no existeix no perd res. Per contra, negar la seva existència comporta el risc de l'infern, un risc que no paga la pena córrer.

### Arguments derivats del concepte de Déu
L'argument ontològic, a diferència dels anteriors, és apriorístic, això vol dir, es tracta d'una demostració en la qual no intervé cap factor de la realitat. Es basa en arguments sobre un "ésser major" el qual "no pot ser pensat". Fou enunciat per primera vegada per Avicena i Anselm de Canterbury. Rebutjat per Tomàs d'Aquino, Averrois, David Hume i Kant, entre d'altres, però admès per Descartes, Gödel i Hegel, entre d'altres. Kant va voler demostrar que definir quelcom fins i tot com un ésser necessari (Déu), no implica la seva existència. Alvin Plantinga formula aquest argument per a demostrar que, si és lògicament possible per a Déu (un ésser necessari) existir, Déu existeix.
En una línia similar apareix l'argument de la summa perfecció. Si existeix una gradació de bellesa, bondat i altres qualitats és perquè existeix un terme de comparació. La màxima perfecció no pot pertànyer a un ésser mortal, sinó que ha de ser quelcom diví, com ja afirmava Plató en el seu dualisme ontològic. El que en Plató són les idees, i concretament la idea suprema que és una tríada de Bé-Veritat-Bellesa, s'ha reformulat des de la religió com la idea de Déu. Déu permet les comparacions, essent el grau màxim d'allò positiu, i ha d'existir per poder establir el barem però també perquè si no existís estaria mancat d'un tret (l'existència) i ja no seria perfecte.
Psicològicament, l'individu té uns desitjos de possessió o d'evitació de determinades realitats. Aquests desitjos tenen com a referent quelcom real o que podria ser real. Si hom desitja la felicitat eterna o la unió divina (experiència religiosa) no és possible que aquest desig estigui absent de referent i que sigui induït per un mateix. Fins i tot si s'afirma que l'ésser humà vol ser feliç eternament perquè no ho és a la vida real, ja s'implica la possibilitat d'existència d'una altra realitat no terrenal que per definició ha de pertànyer a l'àmbit diví. La teologia negativa defineix Déu justament per contraposició al que existeix al món.

### Arguments específics
Els arguments basats en testimonis personals atribueixen l'existència de Déu a les seves aparicions, en forma de visions o d'actes sobrenaturals (miracles). Aquests fets, freqüents al llarg de la història i en diferents religions, mostren la presència de Déu en el món físic com una prova i una ajuda per a la fe. La vinguda de Jesús per als cristians (argument cristològic (en)), les revelacions en els llibres sagrats com ara la Bíblia o l'Alcorà serien altres proves de l'existència de Déu, revelada per ell mateix amb paraules comprensibles als homes. Sense motius per dubtar d'aquesta coincidència de testimonis, caldria donar-los per bons.

## Arguments en contra de l'existència de Déu

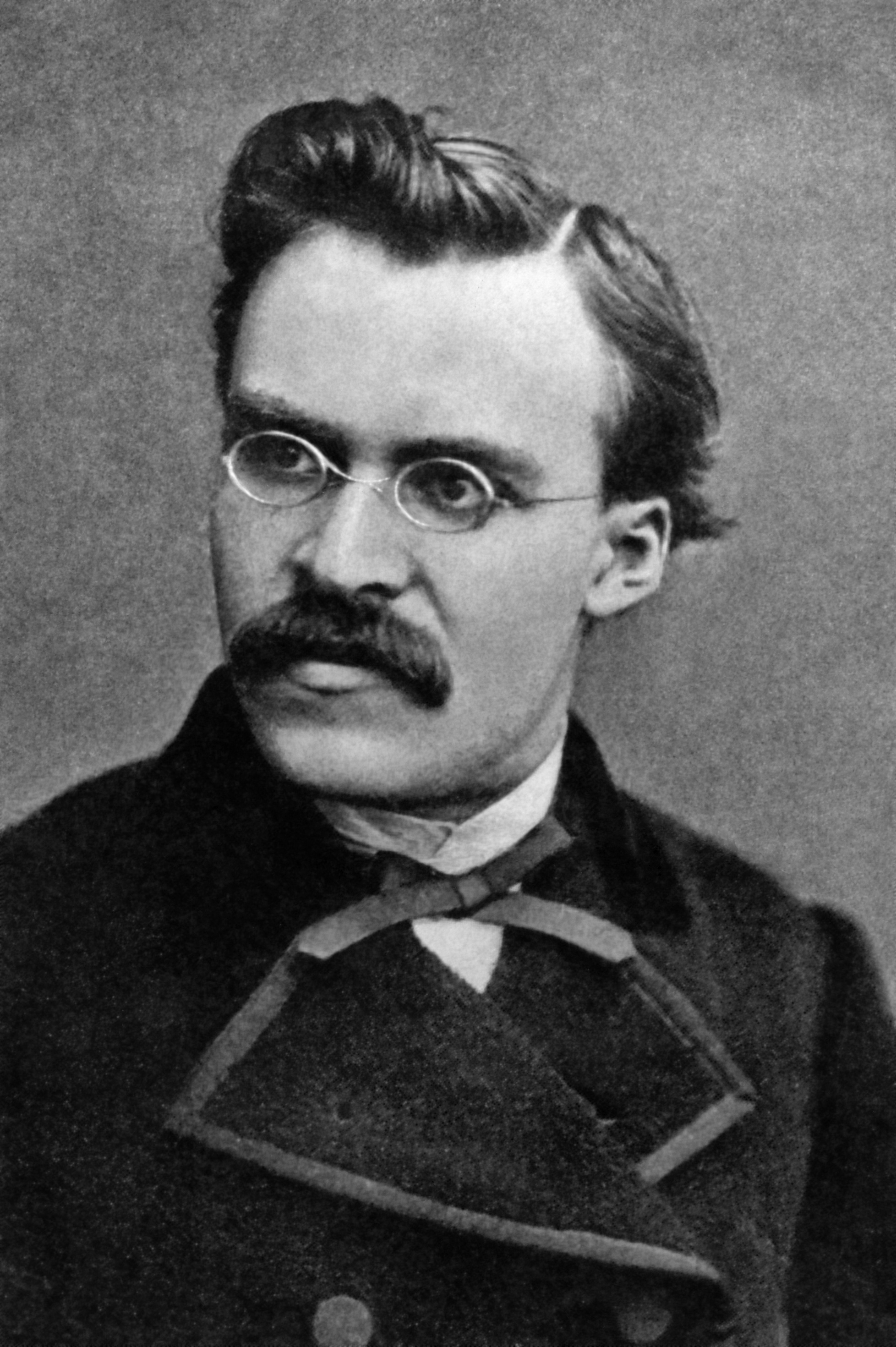
Nietzsche, filòsof que va declarar "Déu ha mort"

Els arguments en contra de l'existència de Déu neguen la seva realitat o bé neguen que existeixi una divinitat amb les característiques que se li atribueixen. Sorgeixen de la filosofia, de la ciència i fins i tot de la mateixa religió. Es poden agrupar en arguments que parteixen del món físic, de la definició de Déu i un tercer bloc ampli d'idees provinents de la història de l'ateisme de variada adscripció.

### Arguments a partir del món terrenal
Els arguments empírics depenen de dades empíriques per a demostrar les seves conclusions. No existeix una percepció directa demostrable de Déu (els miracles no són replicables) i, per tant, segons la ciència s'ha de rebutjar l'existència de Déu fins que se'n trobin proves concloents. Per refutar als creients que contesten que tampoc no existeixen proves de la no existència de Déu, va sorgir l'argument de la tetera de Russell, que feia caure la càrrega de la prova en qui pretenia introduir la presència d'un nou element a una teoria explicativa i no en qui no l'admetia sense proves.
Si s'analitza el món terrenal, s'observa que és imperfecte i no té sentit que provingui d'un Déu perfecte. La incompletesa del món seria justament una prova que prové de l'atzar i no d'un disseny prèviament establert. La majoria de fenòmens d'aquest món es poden explicar científicament, per exemple amb la teoria de l'evolució, i molts d'altres que encara no tenen resposta és perquè la ciència no està prou avançada. No conèixer una causa no implica que s'hagi d'inventar-ne una. Segons la navalla d'Occam cal mantenir el nombre d'ens el més reduït possible i si es pot atribuir tot a causes físiques, no s'ha de recórrer a altres dimensions.
Contradient als qui afirmen que cal un primer motor o causa, alguns pensadors afirmen que les causes poden ser infinites, igual que l'univers podria ser etern, un seguit explosions i contraccions sense cap origen concret. Si no explica l'inici del suposat inici, l'absurditat continua present (qui ha creat Déu?). A més a més, fins i tot si hi hagués un primer motor increat, no cal suposar que sigui intel·ligent i molt menys el Déu de les religions. Aquest déu té un caràcter excessivament antropomòrfic, fet que apuntaria a una creació humana, fruit de la feblesa.
L'altruisme i altres impulsos humans poden explicar-se biològicament, com un intent de protegir l'espècie. A part, és més racional actuar èticament fins i tot si es nega l'existència de Déu, perquè es deixa un llegat positiu a la posteritat. Les normes considerades 'bones' tenen un origen social, com prova el fet que hi hagi diversitat de codis segons la cultura i el moment històric, fet que no succeiria si hi hagués uns manaments universals revelats.

### Arguments derivats del concepte de Déu
L'argument de la inconsistència de les revelacions s'oposa a l'existència de la deïtat anomenada Déu, tal com es descriu als llibres sagrats (com el Tanakh jueu, la Bíblia cristiana o l'Alcorà islàmic) mitjançant la identificació de contradiccions aparents entre les diferents escriptures, dins d'una mateixa escriptura, o entre l'escriptura i els fets coneguts. Per a ser eficaç, aquest argument requereix la inerrància bíblica o la confrontació de l'escriptura amb el Déu que descriu.
L'existència del dolor posa en qüestió l'existència d'un Déu tot bondat. El problema del mal ja apareix a la filosofia grega com a qüestionament de les divinitats i es fa extensiu a altres atributs divins. Una formulació clàssica que qüestiona la seva omnipotència és si podria crear una pedra tan pesant que no la pogués aixecar. Si la resposta és afirmativa, ja no és omnipotent perquè no pot aixecar la pedra i si és negativa, ja no pot fer qualsevol cosa perquè no pot crear entitats que el superin. En qualsevol cas es nega la seva omnipotència i l'existència d'aquell ser perfecte que resisteix a qualsevol comparació. L'omnisciència es posa igualment en qüestió, així com la seva misericòrdia pel sol fet d'existir un infern.
També es posa en dubte el paper de Déu com a creador. Si és una entitat perfecta, no necessita res, tampoc un món que a més a més és imperfecte. Si existís doncs un déu com el que descriuen les religions no existiria l'home com a criatura i si existissin tots dos no seria una conseqüència de l'altre.

### Arguments específics
La manca de testimonis fiables d'aparicions divines o d'una existència posterior a la mort són, segons l'ateisme, proves que no existeix un Déu. La presència mateixa de gent que no creu en cap Déu sembla refutar la seva existència, ja que no tindria lògica que algú no tingués fe en el seu creador si aquest fos omnipresent i tan perfecte. La majoria no és un argument per a la creença, simplement mostra una tendència o constitueix una fal·làcia (apel·lació a la majoria), i en canvi l'existència d'excepcions (no creients) sí que força el dubte.